# Johannes Hintz
Johannes Hintz (* 1. Oktober 1898 in Metz; † 21. Mai 1944 in Paris) war ein deutscher Generalleutnant der Luftwaffe im Zweiten Weltkrieg.

## Leben
Hintz trat am 26. Juni 1915 als Freiwilliger während des Ersten Weltkriegs in das 1. Hannoversche Infanterie-Regiment Nr. 74. Zunächst kämpfte er an der Ostfront, war kurzzeitig 1916 an der Westfront im Einsatz und verblieb dort von März 1917 bis Kriegsende. Während dieser Zeit hatte er Verwendungen als Zug- und Kompanieführer sowie als Ordonnanzoffizier und war am 16. Januar 1917 zum Leutnant der Reserve befördert worden. Für sein Wirken hatte man ihn mit beiden Klassen des Eisernen Kreuzes ausgezeichnet.
Nachdem sein Regiment in die Heimat zurückgekehrt und dort demobilisiert worden war, schloss Hintz sich im Dezember 1918 dem Freikorps Heschkel an. Dort verblieb er bis zu seinem Übertritt zur Polizei am 5. November 1919. Hier war Hintz als Polizeileutnant zunächst bis 1920 bei der Schutzpolizei in Kattowitz tätig und wechselte anschließend zur Schutzpolizei nach Hannover. Dort avancierte Hintz Anfang April 1925 zum Polizeioberleutnant. Mit der Beförderung zum Polizeihauptmann nahm er zum 1. Oktober 1928 eine Lehrertätigkeit an der Polizeischule in Hildesheim auf und war anschließend vom 1. Oktober 1933 bis 31. Juli 1935 bei der Landespolizei Hannover.
Mit der Erweiterung der Wehrmacht trat Hintz am 1. August 1935 als Hauptmann zur Luftwaffe über, wurde Batteriechef im Flak-Regiment 12 beim Höherer Kommandeur der Flakartillerie im Luftkreis II und stieg Mitte April 1936 zum Major auf. Vom 7. November 1936 bis Juli 1937 beteiligte er sich mit der Legion Condor am Spanischen Bürgerkrieg auf der Seite Francos, wo er als Batteriechef in der Flak-Abteilung F 88 eingesetzt war. Ausgezeichnet mit der Medalla de la Campaña de España
und dem Spanienkreuz mit Schwertern kehrte Hintz anschließend nach Deutschland zum Flak-Regiment 12 zurück. Hier war er bis Ende September 1937 erneut Batteriechef, rückte anschließend zum Kommandeur der I. Abteilung auf und wurde in dieser Stellung am 1. November 1938 Oberstleutnant.
Im Zuge der Mobilmachung anlässlich des Zweiten Weltkriegs wurde Hintz am 26. August 1939 zum Kommandeur des Flak-Regiments 32 ernannt, welches sich im Oktober 1939 in das Flak-Regiment 101 umnannte. Mit diesem nahm er ab Juni 1940 am Westfeldzug teil. Am 5. Juli 1940 gab Hintz das Kommando des Regiments ab, wurde Kommandeur der Flakschule I in Rerik und am 19. Juli 1940 Oberst. Am 29. Juli 1940 erhielt er das Ritterkreuz des Eisernen Kreuzes. Vom 24. Juli 1940 bis 4. März 1942 fungierte er zugleich auch als Kommandant des Flakartillerieschießplatzes in Rerik. Im Anschluss hieran wurde Hintz am 5. März 1942 mit der Wahrnehmung der Geschäfte als Kommandeur der 4. Flak-Division beauftragt und am 1. April 1943 unter Beförderung zum Generalmajor zum Kommandeur dieser Division ernannt. Am 1. März 1944 wurde Hintz mit der Führung des III. Flak-Korps beauftragt. Er starb am 21. Mai 1944 infolge seiner am 14. Mai 1944 durch einen Autounfall verursachten Verletzungen. Postum erfolgte am 26. Juli 1944 seine Beförderung zum Generalleutnant.